# توپ طلای ۱۹۸۶
توپ طلای ۱۹۸۶ (فرانسوی: 1986 Ballon d'Or‎) ۳۱مین رویداد سالیانهٔ توپ طلا بود که از سوی مجلهٔ فرانس فوتبال به بهترین بازیکن فوتبال در سال ۱۹۸۶ اعطا گردید که در این سال، ایگور بلانوف برندهٔ توپ طلا شد.

## رتبه‌بندی
| ردیف | نام               | باشگاه                                               | ملیت               | امتیاز |
| ---- | ----------------- | ---------------------------------------------------- | ------------------ | ------ |
| ۱    | ایگور بلانوف      | باشگاه فوتبال دینامو کی‌یف                            | اتحاد جماهیر شوروی | ۸۴     |
| ۲    | گری لینکر         | باشگاه فوتبال اورتون / باشگاه فوتبال بارسلونا        | انگلستان           | ۶۲     |
| ۳    | امیلیو بوتراگوئنو | باشگاه فوتبال رئال مادرید                            | اسپانیا            | ۵۹     |
| ۴    | مانوئل آماروس     | باشگاه فوتبال موناکو                                 | فرانسه             | ۲۲     |
| ۴    | پربن الکیر لارسن  | باشگاه فوتبال هلاس ورونا                             | دانمارک            | ۲۲     |
| ۶    | ایان راش          | باشگاه فوتبال لیورپول                                | ولز                | ۲۰     |
| ۶    | Oleksandr Zavarov | باشگاه فوتبال دینامو کی‌یف                            | اتحاد جماهیر شوروی | ۲۰     |
| 8    | Helmuth Duckadam  | باشگاه فوتبال استوا بخارست                           | رومانی             | ۱۰     |
| 8    | مارکو فان باستن   | باشگاه فوتبال آژاکس آمستردام                         | هلند               | ۱۰     |
| ۱۰   | آلساندرو آلتوبلی  | باشگاه فوتبال اینتر میلان                            | ایتالیا            | ۹      |
| ۱۱   | ژان-ماری فاف      | باشگاه فوتبال بایرن مونیخ                            | بلژیک              | ۸      |
| ۱۱   | میشل پلاتینی      | باشگاه فوتبال یوونتوس                                | فرانسه             | ۸      |
| ۱۳   | یان کولمانس       | باشگاه فوتبال کلوب بروژ                              | بلژیک              | ۷      |
| ۱۳   | سورن لربی         | باشگاه فوتبال موناکو                                 | دانمارک            | ۷      |
| ۱۵   | مورتن اولسن       | باشگاه فوتبال اندرلشت / باشگاه فوتبال کلن            | دانمارک            | ۶      |
| ۱۶   | رینات داسایف      | باشگاه فوتبال اسپارتاک مسکو                          | اتحاد جماهیر شوروی | ۵      |
| ۱۷   | لوئیس فرناندز     | باشگاه فوتبال پاری سن ژرمن / RC Paris                | فرانسه             | ۴      |
| ۱۷   | پائولو فوتری      | باشگاه فوتبال پورتو                                  | پرتغال             | ۴      |
| ۱۷   | رود گولیت         | باشگاه فوتبال پی‌اس‌وی آیندهوون                        | هلند               | ۴      |
| ۱۷   | هارالد شوماخر     | باشگاه فوتبال کلن                                    | آلمان غربی         | ۴      |
| ۲۱   | کنی دالگلیش       | باشگاه فوتبال لیورپول                                | اسکاتلند           | ۳      |
| ۲۱   | ژان تیگانا        | باشگاه فوتبال بوردو                                  | فرانسه             | ۳      |
| ۲۱   | Pavlo Yakovenko   | باشگاه فوتبال دینامو کی‌یف                            | اتحاد جماهیر شوروی | ۳      |
| ۲۴   | کارل‌هاینتس فورستر | باشگاه فوتبال اشتوتگارت / باشگاه فوتبال المپیک مارسی | آلمان غربی         | ۲      |
| ۲۴   | لوتار ماتئوس      | باشگاه فوتبال بایرن مونیخ                            | آلمان غربی         | ۲      |
| ۲۶   | میکل لادروپ       | باشگاه فوتبال یوونتوس                                | دانمارک            | ۱      |
| ۲۶   | رودی فولر         | باشگاه ورزشی وردر برمن                               | آلمان غربی         | ۱      |